# Ковтунівська сільська рада (Прилуцький район)
Ковтуні́вська сільська́ ра́да — адміністративно-територіальна одиниця та орган місцевого самоврядування у Прилуцькому районі Чернігівської області. Адміністративний центр — село Ковтунівка.

## Загальні відомості
Ковтунівська сільська рада утворена у 1933 році.
- Територія ради: 30,573 км²
- Населення ради: 504 особи (станом на 2001 рік)

## Населені пункти
Сільській раді були підпорядковані населені пункти:
- с. Ковтунівка

## Склад ради
Рада складалася з 12 депутатів та голови.
- Голова ради: Бурмака Іван Борисович
- Секретар ради: Левченко Оксана Сергіївна

### Керівний склад попередніх скликань
| Прізвище, ім'я, по батькові | Основні відомості                                                               | Дата обрання | Дата звільнення |
| --------------------------- | ------------------------------------------------------------------------------- | ------------ | --------------- |
| Бурмака Іван Борисович      | Сільський голова, 1956 року народження, освіта середня спеціальна, безпартійний | 26.03.2006   | 31.10.2010      |
| Бурмака Іван Борисович      | Сільський голова, 1956 року народження, освіта середня спеціальна, безпартійний | 31.10.2010   |                 |

Примітка: таблиця складена за даними сайту Верховної Ради України

### Депутати
За результатами місцевих виборів 2010 року депутатами ради стали:

#### За суб'єктами висування
| Суб'єкт висування            | Кількість обраних депутатів | %    |
| ---------------------------- | --------------------------- | ---- |
| Самовисування                | 9                           | 75   |
| Комуністична партія України  | 2                           | 16,7 |
| Соціалістична партія України | 1                           | 8,3  |

#### За округами
| № округу                     | Прізвище, ім'я, по батькові      | Дата визнання обраним | Освіта             | Партійна приналежність            | Відомості про обраного депутата                         |
| ---------------------------- | -------------------------------- | --------------------- | ------------------ | --------------------------------- | ------------------------------------------------------- |
| Комуністична партія України  |                                  |                       |                    |                                   |                                                         |
| 10                           | Синенко Світлана Олександрівна   | 01.11.2010            | вища               | позапартійна                      | птахофабрика «Прилуцька», бухгалтер                     |
| 11                           | Вергулес Валентина Володимирівна | 01.11.2010            | середня            | член Комуністичної партії України | ПП Кумейко Т. І., продавець                             |
| Соціалістична партія України |                                  |                       |                    |                                   |                                                         |
| 8                            | Яценко Марія Петрівна            | 01.11.2010            | середня            | позапартійна                      | пенсіонер                                               |
| Самовисування                |                                  |                       |                    |                                   |                                                         |
| 1                            | Загребельний Анатолій Іванович   | 01.11.2010            | середня спеціальна | позапартійний                     | пенсіонер                                               |
| 2                            | Толок Лідія Миколаївна           | 01.11.2010            | середня спеціальна | позапартійна                      | пенсіонер                                               |
| 3                            | Козеваліна Валентина Вікторівна  | 01.11.2010            | середня спеціальна | позапартійна                      | СТОВ «Цукровик», бухгалтер                              |
| 4                            | Петренко Ольга Трохимівна        | 01.11.2010            | вища               | позапартійна                      | пенсіонер                                               |
| 5                            | Левченко Оксана Сергіївна        | 01.11.2010            | середня спеціальна | позапартійна                      | Ковтунівська сільська рада, секретар                    |
| 6                            | Назаренко Людмила Олександрівна  | 01.11.2010            | вища               | позапартійна                      | Ковтунівська бібліотека, бібліотекар                    |
| 7                            | Лисняк Любов Іванівна            | 01.11.2010            | вища               | позапартійна                      | Дубовогаївська загальноосвітня школа I-III ст., вчитель |
| 9                            | Раткін Володимир Михайлович      | 01.11.2010            | середня            | позапартійний                     | пенсіонер                                               |
| 12                           | Аннич Олена Григорівна           | 01.11.2010            | середня спеціальна | позапартійна                      | тимчасово не працює                                     |